# Ctenus saltensis
Ctenus saltensis là một loài nhện trong họ Ctenidae.
Loài này thuộc chi Ctenus. Ctenus saltensis được Embrik Strand miêu tả năm 1909.